# Vájárfutóformák

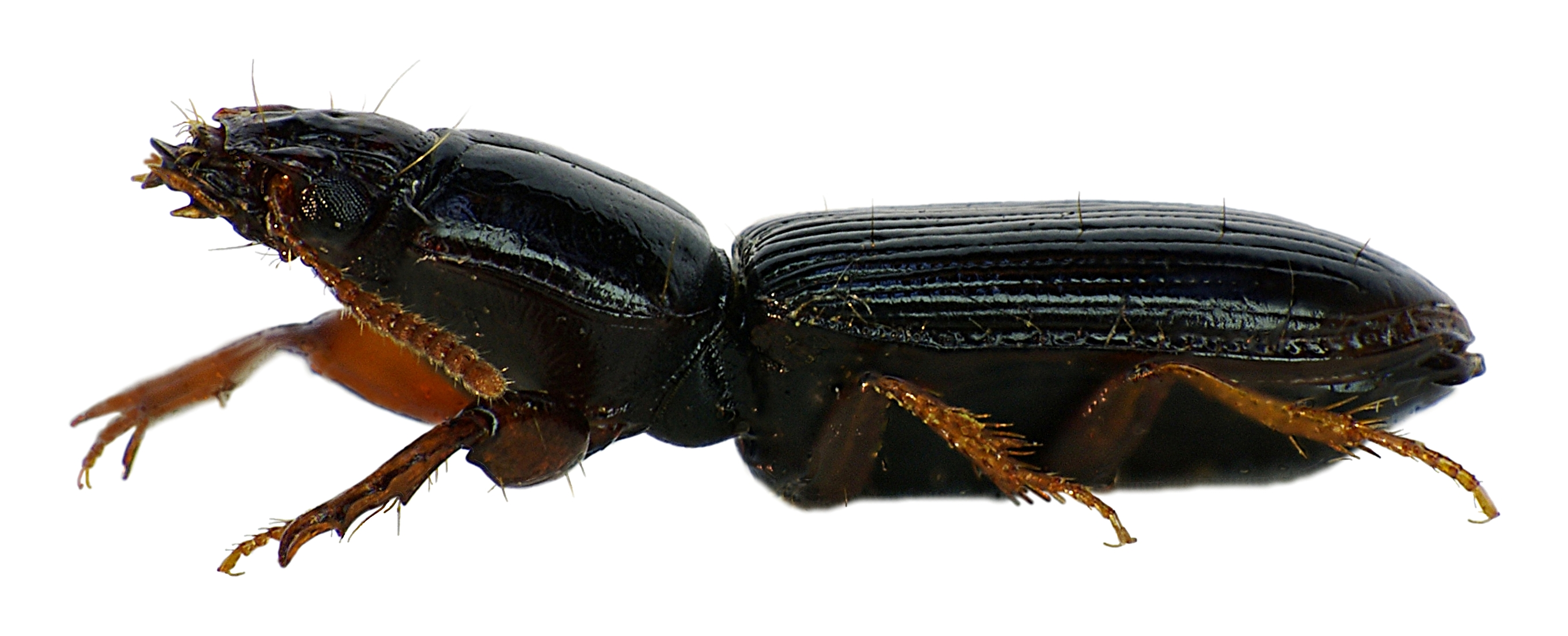
Egyszínű vakondfutó (Clivina fossor)

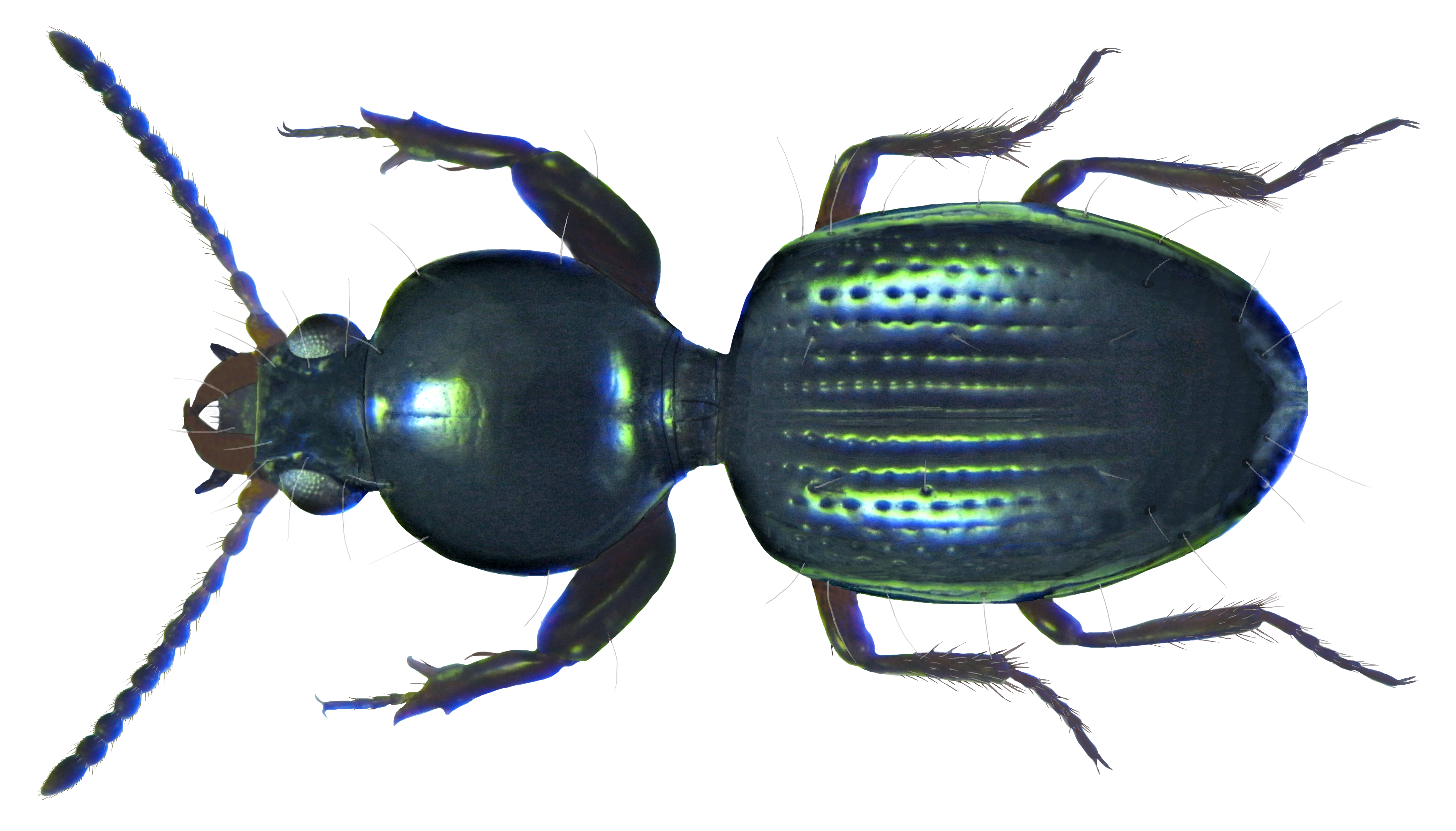
Apró ásófutó (Dyschirius globosus)

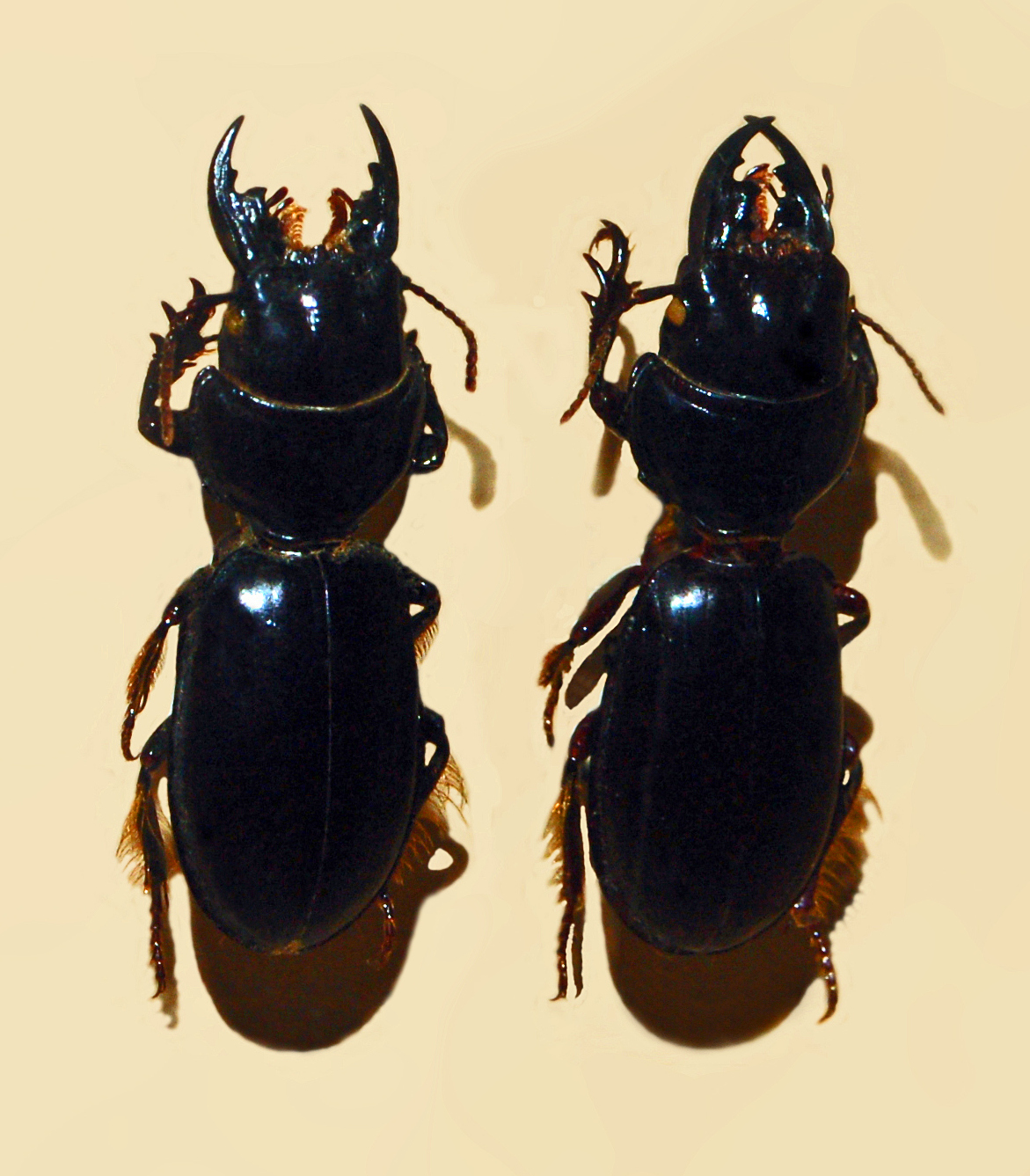
Scarites buparius

A vájárfutóformák (Scaritinae) a ragadozó bogarak (Adephaga) alrendjébe sorolt futóbogárfélék (Carabidae) családjának egyik alcsaládja nyolc recens és egy kihalt nemzetséggel.

## Származásuk, elterjedésük
Az alcsaládból Magyarországon 3 nem 1 faja, illetve alfaja honos:
1. vakondfutó (vakondfutrinka, Clivina) nem 3 faja:
- kétszínű vakondfutó (Clivina collaris) Herbst, 1784 (= C.contracta)
- egyszínű vakondfutó (Clivina fossor fossor) L., 1758
- sziki vakondfutó (Clivina ypsilon) Dejean, 1830

2. ásófutó (Dyschirius) nem  Bonelli, 1810 (=ásófutrinka)
- közönséges ásófutó (Dyschirius aeneus aeneus) Dejean, 1825
- csillogó ásófutó (Dyschirius agnatus) Motschulsky, 1844
- keskeny ásófutó (Dyschirius angustatus) Ahrens, 1830
- sárgacsápú ásófutó (Dyschirius bonellii) Putzeys, 1846
- nagy ásófutó (Dyschirius chalceus) Erichson, 1837
- púposhomlokú ásófutó (Dyschirius chalybeus gibbifrons) Apfelbeck, 1899
- háromfogú ásófutó (Dyschirius digitatus) Dejean, 1825
- nyurga ásófutó (Dyschirius extensus) Putzeys, 1846
- apró ásófutó (Dyschirius globosus) Herbst, 1784
- tömzsi ásófutó (Dyschirius gracilis gracilis) Heer, 1837
- érces ásófutó (Dyschirius intermedius) Putzeys, 1846
- iszaplakó ásófutó (Dyschirius laeviusculus) Putzeys, 1846
- déli ásófutó (Dyschirius latipennis) Seidlitz, 1867
- sziklakó ásófutó (Dyschirius luticola luticola) Chaudoir, 1850
- fövenylakó ásófutó (Dyschirius nitidus nitidus) Dejean, 1825
- recés ásófutó (Dyschirius obscurus) Dejean, 1825
- karcsú ásófutó (Dyschirius parallelus ruficornis) Putzeys, 1846
- fényes ásófutó (Dyschirius politus politus) Dejean, 1825
- hengeres ásófutó (Dyschirius pusillus) Dejean, 1825
- vöröslábú ásófutó (Dyschirius rufipes) Dejean, 1825
- sziki ásófutó (Dyschirius salinus striatopunctatus) Putzeys, 1846
- termetes ásófutó (Dyschirius strumosus) Erichson, 1837
- parti ásófutó (Dyschirius substriatus priscus) J. Müller, 1922
- homoki ásófutó (Dyschirius thoracicus) P. Rossi, 1790
- ékhomlokú ásófutó (Dyschirius tristis) Stephens, 1827

3. vájárfutó (Scarites) nem
- vájárfutrinka (Scarites terricola terricola) Bonelli, 1813